# Rafael Menacho
Tableau peint en 1811 par Manuel Roca, à la demande du conseil municipal de Cadix.
Rafael Menacho y Tutlló (Cadix, 22 mai 1766 - Badajoz, 4 mars 1811) est un soldat espagnol héroïque qui a participé à la guerre d'indépendance et est mort en commandant la défense de la ville assiégée de Badajoz en 1811.

## Biographie
Il est le fils de Benito Menacho et Francisca Tutlló, tous deux originaires de Cadix. Il épouse María Dolores Calogero à Cartagena, avec qui il a six enfants (María del Carmen, Asunción, Benito, Tomás, Rosario et Antonio).
Il commence sa carrière militaire le 3 octobre 1784, lorsqu'il est commissionné comme cadet dans le régiment d'infanterie de la Victoire, n° 38, appelé plus tard Valence.
Avec le grade de colonel de l'armée, il est en garnison à Ceuta lorsque celle-ci est assiégée et bombardée à deux reprises par le sultan du Maroc. Il participe à la guerre du Roussillon, où il est blessé, et intervient dans le siège de Gibraltar et la guerre des Oranges.
Pendant la guerre d'indépendance, il combat sous les ordres de Castaños, avec qui il est promu colonel à Bailén, et rejoint ensuite l'armée d'Estrémadure. La Junte de cette région le nomme gouverneur militaire de Badajoz. En même temps, il est promu maréchal de camp. Lorsque Soult attaque la ville, l'armée qui la défend est harcelée et la forteresse est intimidée avec insistance pour qu'elle se rende. Le général Menacho est déterminé à ne pas rendre la ville, même si l'enceinte extérieure est assaillie par les troupes assiégeantes ; à cette fin, il ordonne l'érection de barricades et l'artialisation de certaines maisons, ouvrant ainsi des meurtrières d'où tirer. Il encourage les troupes à résister et refuse de recevoir les parlementaires envoyés par Soult. Alors qu'il se trouve sur le mur, inspectant la défense, il reçoit une volée d'artillerie, dont les éclats le blessent grièvement, provoquant sa mort le 4 mars 1811.
Sa dépouille reçoit les honneurs militaires et est enterrée dans la cathédrale de Badajoz, initialement de manière subreptice, afin d'éviter d'éventuelles représailles des troupes d'invasion en cas de chute de la ville. Les restes, son bicorne et d'autres vêtements sont ensuite repris par le musée de l'armée. Dans le Bulletin officiel de la défense du 5 avril 2018, l'arrêté approuvant le transfert et le dépôt temporaire des restes et des objets personnels dans le musée de la capitainerie militaire de Badajoz a été publié.
Une base de l'armée à Badajoz porte son nom (Base General Menacho).